# 栖盐菌属
栖盐菌属为盐厌氧菌科的一个属。该属的模式种为（Haloincola saccharolyticus）。

## 下属物种
本属包括以下物种：
- 解糖栖盐菌 Haloincola saccharolyticus Zhilina et al. 1992，也拼作Haloincola saccharolytica